# Parroquia de Portland
La Parroquia de Portland es una de las catorce parroquias que forman la organización territorial de Jamaica, se localiza dentro del condado de Surrey.

## Demografía
La superficie de esta división administrativa abarca una extensión de territorio de unos 814 kilómetros cuadrados. La población de esta parroquia se encuentra compuesta por un total de 81 000 personas (según las cifras que arrojó el censo llevado a cabo en el año 2001). Mientras que su densidad poblacional es de unos noventa y nueve habitantes por cada kilómetro cuadrado aproximadamente.

## Geografía
Portland se encuentra al norte de Saint Thomas y al este de Saint Mary. Posee 814 km² de territorio. En el 2001 se estimó que 81 000 personas vivían en esta parroquia, de las cuales 15 000 residen en la capital.
Portland es una de las más diversas áreas de la isla. La superficie de piedra caliza da lugar a una serie de cuevas y cascadas, especialmente cerca de la costa. Río Grande, Buff Bay, Río Héctor, son los principales ríos. El suelo es fértil, los vientos alisios proporcionan la mayor precipitación en Jamaica.